# Ricardo Perdomo
Ricardo Javier Perdomo Moreira (Puntas de Valdez, Departamento de San José, 3 de julio de 1960 - 12 de agosto de 2022) fue un futbolista y entrenador uruguayo. Apodado «Murmullo», jugaba de centrocampista y su primer equipo fue el Club Atlético Independiente de Puntas de Valdez (Uruguay).

## Carrera

### Como jugador
Perdomo se integra al Club Nacional de Football en 1980. Forma parte activa del plantel campeón del Campeonato Uruguayo de 1983. En 1984 obtiene la Copa Ciudad de Montevideo, anotando un gol en la final frente a Boca Juniors.
En 1986 es traspasado al Rayo Vallecano de Madrid de la Segunda División de España, con miras a la temporada 1985–86. Debuta con el club de Vallecas el 30 de marzo de 1986, en la victoria 2:1 ante el Recreativo de Huelva. Permanece en el club hasta la temporada 1987–88, disputando en total 68 partidos.
Tras su paso por España, jugó por el Mandiyú de Argentina por varias temporadas, donde se le recuerda por varios goles a Boca Juniors, y un gol de mitad de cancha ante Chaco For Ever. En 1992, es anunciado como nuevo refuerzo de Unión Española de Chile, siendo considerado uno de los jugadores más importantes de la década, logrando dos trofeos de Copa Chile y un histórico paso a cuartos de final en la Copa Libertadores 1994. También tuvo un corto paso por Palestino.
Se retira en 1998 vistiendo los colores de Rampla Juniors.

#### Selección nacional
Perdomo disputó 6 partidos con la selección de fútbol de Uruguay, debutando con la celeste el 13 de junio de 1984 en la victoria 2:0 ante Inglaterra, válido por la Copa William Poole.
Fue parte de la preselección con miras a la Copa Mundial de Fútbol de 1986, aunque finalmente quedaría fuera de la nómina final por una lesión. Disputó su último partido el 2 de mayo de 1985, en la derrota 2:0 ante Brasil, en el marco de un partido amistoso preparativo para el máximo torneo internacional.

##### Partidos internacionales
| Partidos internacionales | Partidos internacionales | Partidos internacionales                              | Partidos internacionales | Partidos internacionales | Partidos internacionales | Partidos internacionales | Partidos internacionales |
| N.º                      | Fecha                    | Estadio                                               | Local                    | Resultado                | Visitante                | Goles                    | Competición              |
| ------------------------ | ------------------------ | ----------------------------------------------------- | ------------------------ | ------------------------ | ------------------------ | ------------------------ | ------------------------ |
| 1                        | 13 de junio de 1984      | Estadio Centenario, Montevideo, Uruguay               | Uruguay                  | 2-0                      | Inglaterra               |                          | Amistoso                 |
| 2                        | 21 de junio de 1984      | Estadio Major Antônio Couto Pereira, Curitiba, Brasil | Brasil                   | 1-0                      | Uruguay                  |                          | Amistoso                 |
| 3                        | 2 de agosto de 1984      | Estadio Monumental, Buenos Aires, Argentina           | Argentina                | 0-0                      | Uruguay                  |                          | Amistoso                 |
| 4                        | 3 de octubre de 1984     | Estadio Nacional, Lima, Perú                          | Perú                     | 1-3                      | Uruguay                  |                          | Amistoso                 |
| 5                        | 28 de abril de 1985      | Estadio El Campín, Bogotá, Colombia                   | Colombia                 | 2-1                      | Uruguay                  |                          | Amistoso                 |
| 6                        | 2 de mayo de 1985        | Estadio de Arruda, Recife, Brasil                     | Brasil                   | 2-0                      | Uruguay                  |                          | Amistoso                 |
| Total                    |                          |                                                       | Presencias               | 6                        | Goles                    | 0                        |                          |

| Selección uruguaya | Selección uruguaya | Selección uruguaya |
| Año                | Partidos           | Goles              |
| ------------------ | ------------------ | ------------------ |
| 1984               | 4                  | 0                  |
| 1985               | 2                  | 0                  |
| Total              | 6                  | 0                  |

### Como entrenador
Tras su retiro como futbolista, ejerció como entrenador de fútbol. Comenzó en las divisiones inferiores de Nacional, donde se mantuvo por cuatro años. En 2007 se integra al cuerpo técnico del primer equipo en calidad de ayudante técnico del entrenador Daniel Carreño.
En 2006 debutó al mando de un club profesional, al asumir la dirección del Club Atlético Atenas.
En noviembre de 2007 asumió como entrenador de Miramar Misiones de Uruguay, en reemplazo de Beethoven Javier. Tras cosechar tres derrotas en las tres primeras fechas del Torneo de Clausura 2007–08 es cesado de sus funciones en marzo de 2008, siendo reemplazado por Adán Machado.
En octubre de 2009 asumió como adiestrador de Plaza Colonia, permaneciendo en el cargo hasta diciembre del mismo año; con los albiverdes finalizó en la última posición del Torneo de Apertura 2009–10, con cuatro unidades en once partidos, por lo que es reemplazado por Darlyn Gayol para el Torneo de Clausura 2009–10.

## Clubes

### Como jugador
| Club           | País      | Año       |
| -------------- | --------- | --------- |
| Nacional       | Uruguay   | 1980−1985 |
| Rayo Vallecano | España    | 1986−1987 |
| Mandiyú        | Argentina | 1988−1991 |
| Unión Española | Chile     | 1992−1995 |
| River Plate    | Uruguay   | 1996      |
| Unión Española | Chile     | 1996−1997 |
| Palestino      | Chile     | 1997      |
| Rampla Juniors | Uruguay   | 1998      |

### Como entrenador
| Club             | País    | Año       |
| ---------------- | ------- | --------- |
| Atenas           | Uruguay | 2006      |
| Miramar Misiones | Uruguay | 2007−2008 |
| Plaza Colonia    | Uruguay | 2009      |

## Palmarés

### Como jugador

#### Campeonatos nacionales
| Título           | Equipo         | País    | Año  |
| ---------------- | -------------- | ------- | ---- |
| Primera División | Nacional       | Uruguay | 1983 |
| Copa Chile       | Unión Española | Chile   | 1992 |
| Copa Chile       | Unión Española | Chile   | 1993 |